# Lycium deserti
Lycium deserti är en potatisväxtart som beskrevs av Rodolfo Amando Philippi. Lycium deserti ingår i släktet bocktörnen, och familjen potatisväxter. Inga underarter finns listade i Catalogue of Life.